# Żubroń

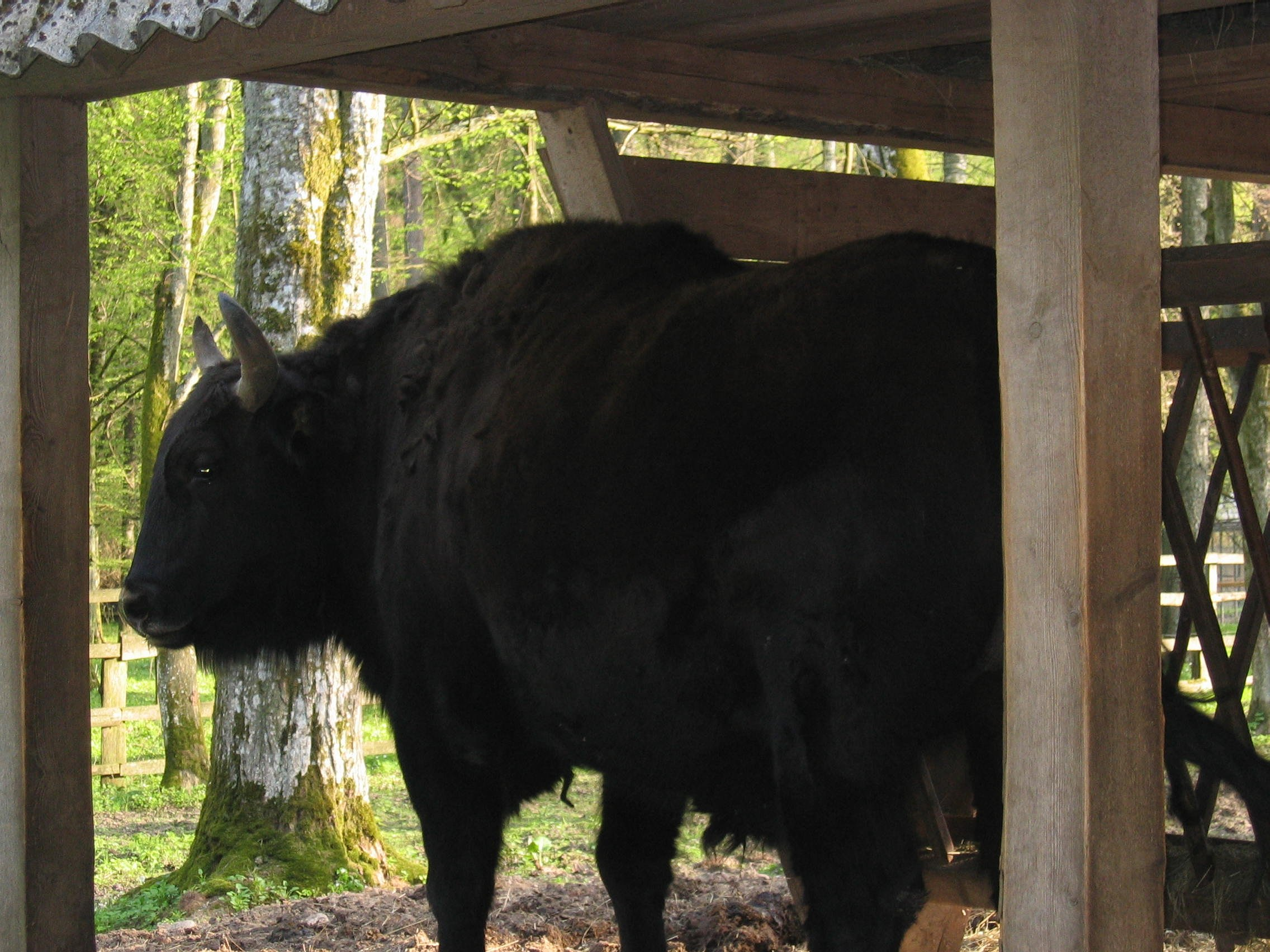
Żubroń

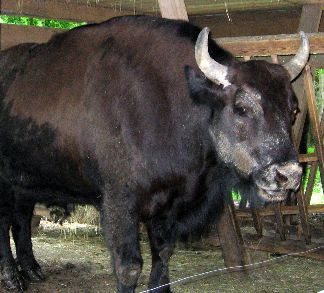
Żubroń im Białowieża-Nationalpark

Der Żubroń [ˈʒubrɔɲ] (polnisch) oder eingedeutscht Zubron ist ein Hybrid aus Hausrind und Wisent (polnisch Żubr). Er ist damit ein Gegenstück zum nordamerikanischen Beefalo.
Die erste belegte erfolgreiche Züchtung stammt von Leopold Walicki im Jahr 1847, möglicherweise waren auch frühere Kreuzungen erfolgreich. Nach dem Zweiten Weltkrieg erwogen mehrere Wissenschaftler, den Żubroń als möglichen Ersatz für das Hausrind einzusetzen. Der Żubroń stellte sich als sehr widerstandsfähig und beinahe immun gegen Krankheiten heraus. Zusätzlich kann er in sehr öden Gegenden ohne jegliche landwirtschaftliche Infrastruktur gehalten werden. Ab 1958 wurde die Arbeit mit Żubroń-Herden von der Polnischen Akademie der Wissenschaften in mehreren Freilandversuchen fortgesetzt; am bekanntesten waren die in Białowieża und Młodzikowo. Während der ersten 16 Versuchsjahre wurden 71 Jungtiere geboren, darunter am 6. August 1960 Filon, der erste Żubroń, der von einer Żubroń-Kuh geboren wurde. Der Żubroń war eine zähe und billige Alternative zum Hausrind geworden, und die Versuche gingen noch bis in die späten 1980er Jahre weiter. Die beiden berühmten Versuchszentren für die Rasse waren Łękno (391 Tiere insgesamt) und Popielno (121 Tiere). Begrenzte Versuche wurden auch im Naturschutzgebiet Askanija-Nowa in der damaligen UdSSR durchgeführt. 
Die hohen Erwartungen der Züchter an Fruchtbarkeit und Wirtschaftlichkeit wurden jedoch nicht erreicht. Die Versuche wurden abgebrochen. Heute befindet sich die einzige verbliebene Herde mit nur wenigen Tieren im Białowieża-Nationalpark.
Żubrońs sind sehr schwere Tiere – die Bullen erreichen bis zu 1200 kg und Kühe bis zu 810 kg. Sie sind sehr stark, immun gegen die meisten Krankheiten und raues Wetter. Die männlichen Tiere sind in der ersten Generation unfruchtbar, die weiblichen allerdings sind fruchtbar und können sich mit beiden Elternspezies, also Hausrindern oder Wisenten, fortpflanzen. Die daraus hervorgehenden männlichen Nachkommen sind fruchtbar.